# Église Notre-Dame-du-Puy de Figeac
L'église Notre-Dame du Puy de Figeac est une église de la commune de Figeac dans le département français du Lot et la région Midi-Pyrénées. Elle est bien nommée, puisqu'elle domine tout Figeac, sur la place du Foirail.
Cette église fait l’objet d’un classement au titre des monuments historiques depuis le 26 avril 1916.
Plusieurs objets sont référencés dans la base Palissy.

## Histoire
C'est la plus ancienne paroisse de Figeac, fondée après un miracle.
C’était le siège d’une confrérie Saint-Jacques.
La légende situe la fondation de l'église dans la seconde moitié du VIIIe siècle par le premier abbé de abbaye Saint-Sauveur qui aurait voulu construire une église dédiée à la Vierge pour les pèlerins avant de devenir paroissiale au IXe siècle. Ce serait un miracle qui lui aurait désigné le lieu car en plein hiver un arbre de la colline se serait couvert de feuilles et la Vierge y aurait fait fleurir un rosier. L'église aurait alors pris le nom de Notre-Dame-la-Fleurie. Histoire ou légende ? D'après la Chronique de l'abbaye Saint-Sauveur, les premiers abbés y étaient enterrés. Cependant des fouilles récentes ont montré des murs au niveau du bras nord du transept qui pourraient être antérieurs au XIe siècle.
Il y a probablement existé une église romane avant l'église actuelle mais sur laquelle il n'existe aucune documentation. Des chapiteaux réemployés dans le mur sud du collatéral de la nef sont romans. Ils sont semblables à ceux des arcades méridionales de la nef de l'église Saint-Sauveur. Ils pourraient avoir été faits par le même atelier, dans la seconde moitié du XIIe siècle.
La construction de l'église a été attribuée à l'abbé de Saint-Sauveur Gaillard II de Montaigut (1260-1288). En 1286, la construction est suffisamment avancée pour que l'archevêque de Bourges, Simon de Beaulieu, de passage à Figeac, puisse prêcher à l'intérieur de l'église.  L'église était en croix latine avec une nef à simple collatéraux, un transept saillant et un chœur de deux travées terminé par une abside et deux absidioles. Il subsiste de cette église le chevet composé d'une abside et de deux absidioles, couvertes en cul-de-four légèrement brisé et précédées de travées droites, voûtées d'arêtes pour celle de l'abside, et d'ogives.
Au XIVe siècle, la ville s'est libérée de la tutelle des abbés. Les familles patriciennes de la ville font construire des chapelles funéraires sur les côtés nord et sud. Les bras du transept sont englobés par les nouvelles constructions. Une nouvelle façade occidentale est édifiée au XIVe siècle dont la comparaison avec la façade occidentale de la cathédrale de Cahors montre qu'elle est postérieure.
L'église ne semble pas avoir subi de dégâts importants pendant la guerre de Cent Ans. L'église possède alors de nombreux autels. Le maître-autel était alors celui dédié à la Vierge et s'ornait d'une statue de la Vierge à laquelle on mit en 1408 un « manteau de belle et riche étoffe ».
L'église est prise par les protestants en 1576. Ils la gardent jusqu'en 1622. L'église est alors transformée en fort, le clocher en donjon, mais la structure générale de l'église a été conservée. C'est après la reprise de la ville par les catholiques que l'église a subi des dégâts. Le fort est alors démantelé par les catholiques. Le clocher, le mur sud de la nef et les voûtes, à l'exception de celles des chapelles nord, sont détruits.
La reconstruction presque totale, entre 1666 et 1699, est conduite par le curé du Puy, l'abbé Antoine de Laborie, curé de 1658 à sa mort en 1699. Le collatéral sud est terminé en 1670 en réemployant des éléments anciens. Les travaux se poursuivirent par le clocher et la façade ouest. Un projet de 1683 prévoit de réunir la nef centrale et les chapelles latérales dans un ensemble de trois nefs formant un large vaisseau de 15 m de largeur. Cette solution permettait aux fidèles d'entendre la prédication. La dernière clé de la voûté a été posée en 1692. Seule la première travée de la nef a conservé les dispositions du XIIIe et XIVe siècles. L'abbé de Laborie a fait construire une chapelle souterraine dans la première travée du collatéral sud où il a été enterré.
Le retable en bois de noyer qui ferme le chœur date de cette époque. Une inscription indique la date de 1696. Le tableau représentant L'Assomption, daté de 1683, a été exécuté par un peintre figeacois, Lofficial. Deux autres tableaux du même peintre se trouvent dans l'église, La Présentation de la Vierge au Temple, La Présentation du Christ au Temple.
Vers 1860 a été installé un orgue construit par le facteur d’orgues parisien Stolz sur une tribune dans la première travée de la nef. Entre 1875 et 1895, l'abbé Massabie a fait des restaurations qui ont modifié l'édifice. Il voulait lui rendre son état primitif en construisant un monument néo-roman. L'absence de crédits a limité la réalisation de ce projet.
Vers 1930 ont été détruites les chambres, dites des protestants, de part et d'autre du clocher. La toiture des collatéraux de la nef a été abaissée pour permettre d'ouvrir des baies pour éclairer la nef centrale.

## Architecture
Cette église d'origine romane fut plusieurs fois remaniée, notamment aux XIVe siècle et XVIIe siècles, lorsque les trois travées centrales furent réunies en une seule. Le chœur renferme de beaux chapiteaux romans sculptés et un grand retable en noyer sculpté, daté de 1696.